# Lucanos
Los lucanos fueron un pueblo itálico del subgrupo sabélico (la misma rama que los samnitas), que vivía en el sur de Italia en el siglo V a. C.. Su territorio comprendía casi toda la que hoy se conoce como Basilicata (conocida históricamente como Lucania) más algunos sectores de Campania, Apulia y Brucio.

## Origen
Su nombre, según Plinio el Viejo, derivaba de un líder llamado Lucius. Otra teoría sin confirmar dice que su nombre se deriva del griego λυκος, 'lobo', de acuerdo con la tradición sabélica de usar un animal totémico como guía durante sus migraciones. Según otros estudiosos, procede del latino Lucus, 'bosque sagrado'.
Su lengua era un dialecto del osco, conservándose en unas pocas inscripciones y monedas de los siglos IV y III a. C. en alfabeto griego.

## Historia
Estrabón dice que sometieron a los enotrios y conos del suroeste de Italia y que  dirigieron sus armas contra las ciudades griegas. Les atribuye un funcionamiento democrático salvo en tiempo de guerra, cuando un dictador era elegido de entre los magistrados ordinarios.
Es posible que fueran empujados al sur por los samnitas que en el 420 a. C. habían conquistado Campania, pues sólo veintidós años antes todavía se fundó pacíficamente la colonia ateniense de Turios (442 a. C.).
A mediados del siglo V a. C., los lucanos se trasladaron hacia el sur, hacia Brucio, conduciendo a los enotrios hacia el interior montañoso.

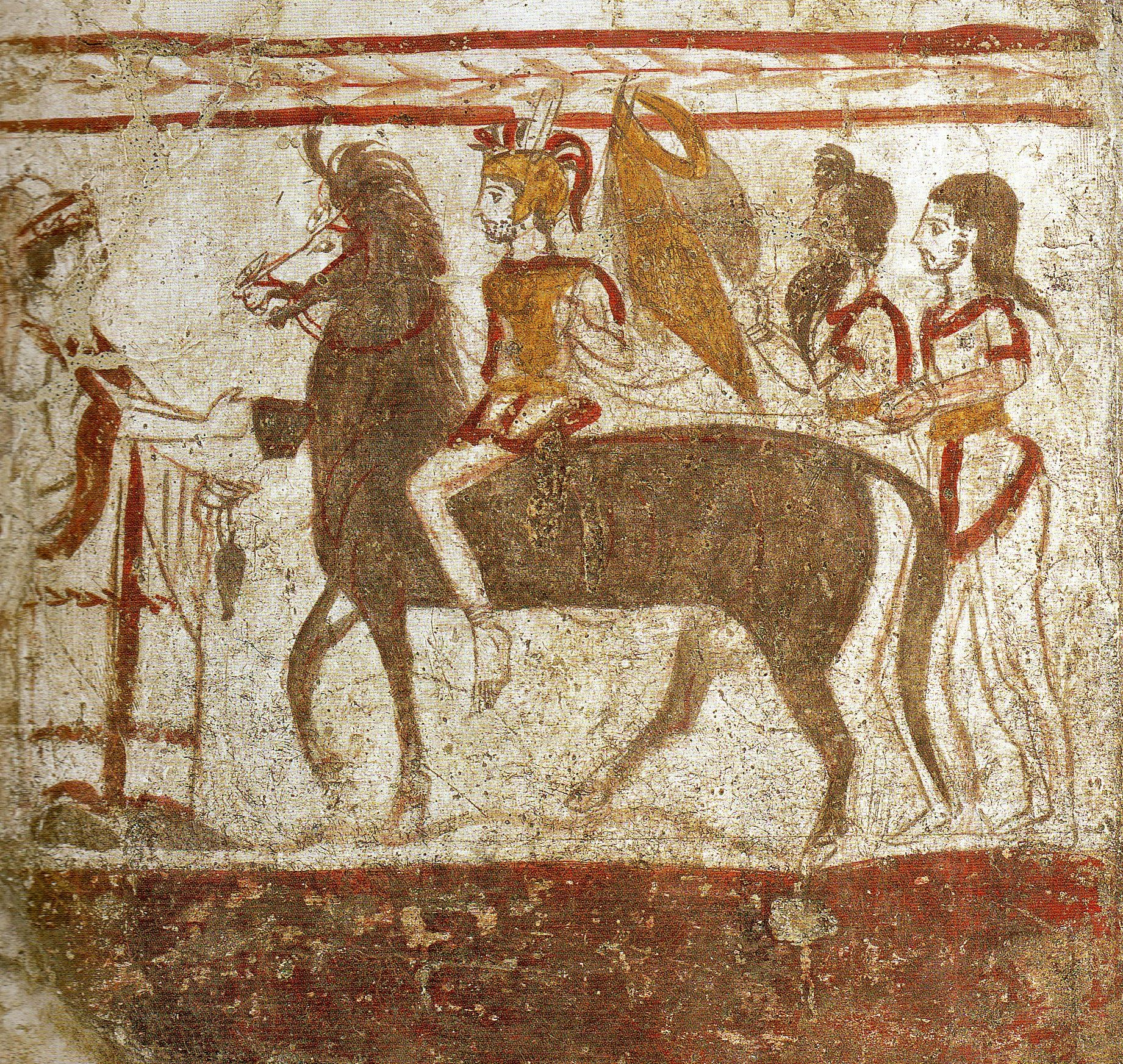
Guerrero montado lucano, fresco de una tumba de Paestum, Italia, c. 360 a. C.

Los lucanos estuvieron en guerra con la colonia griega de Taras y con el rey de Epiro Alejandro, que acudió a la llamada de auxilio del pueblo de Taras en el año 338 a. C., proporcionando así un precedente para injerencia epirota en los asuntos de la Magna Grecia.
En 298 a. C., Tito Livio registra su alianza con Roma, y la influencia romana se extendió por las colonias de Venusia (291 a. C.), Paestum (en griego Posidonia, refundada en 273 a. C.), y, sobre todo Tarento (refundada en 272 a. C.). 
Posteriormente, sin embargo, los lucanos sufrieron las consecuencias de aliarse con el bando perdedor en las diversas guerras de la península itálica en las que Roma tomó parte, principalmente durante las guerras samnitas. Cuando Pirro de Epiro desembarcó en Italia en 281 a. C., fueron los primeros en declararse a su favor y, después de su abrupta salida, fueron sometidos. La enemistad con Roma continuó y en la segunda guerra púnica se unieron a Aníbal, lo que provocó que Lucania fuera arrasada por los dos bandos durante varias campañas. 
Tras la guerra Social contra Roma, en la que los lucanos tomaron parte junto con los samnitas, lograron obtener, al igual que todos los demás itálicos, la plena ciudadanía romana a través de la Lex Plautia Papiria, volviéndose definitivamente parte integrante de la Italia romana.